# 明德村 (南投縣)
明德村（布農語：Nehunpu）是臺灣南投縣信義鄉的一個村，位於該鄉西北部陳有蘭溪流域，東依愛國村與自強村，西接人和村，南鄰豐丘村，北與水里鄉接壤。村內有明德（內茅埔）等聚落。

## 交通動線
- 臺21線（信義橋、九層橋）
- 投59線（愛國大橋）

## 設施與景點

### 明德
由日治時期的ナイフンポ社（內茅埔）、ボクラウ社、イリト社（伊里渡）與ピシテボアン社四部落所組成。
| - 南投縣信義鄉公所 - 南投縣政府警察局信義分局 - 信義派出所 - 三十甲檢查哨 - 南投縣政府消防局信義分隊 | - 南投縣立信義國民中學 - 南投縣立信義國民小學 - 忠信分班（2016年撤廢） - 臺灣基督長老教會中布中會信義教會 - 信義鄉農會梅子夢工廠 |

#### 內茅埔
1925年～1930年由ババフル社（巴巴夫爾）與ハウハブ社（觀高）二部落所組成。

## 自然景觀
| - 陳有蘭溪 - 郡坑溪 | - 郡坑北山 - 內茅埔山 |